# Jan Šprincl
Jan Šprincl (1. září 1917, Pudlov u Bohumína, okr. Karviná – 5. listopadu 1989, Brno) byl český filolog, překladatel z řečtiny do češtiny a z češtiny do latiny, básník, knihovník.

## Život
Jan Šprincl začal v Místku studovat reálné gymnasium, které dokončil v Brně VII. a VIII. třídou a maturitní zkouškou 1936. Ve stejném roce zahájil studium na filosofické fakultě Masarykovy university v Brně, které ovšem bylo přerušeno druhou světovou válkou a uzavřením všech vysokých škol v roce 1939. Pokračovat mohl až po válce v roce 1945. Mezitím působil jako výpomocný učitel jazyků (němčiny, latiny, angličtiny a francouzštiny) na gymnasiu v Uherském Hradišti, ovšem jen v roce 1940, potom údajně pracoval jako dělník u dřevařské firmy. Od 21. září 1945 působí na reálném gymnasiu ve Svitavách jako suplující profesor „ve stavu státních profesorů středních škol“, vysvědčení o učitelské způsobilosti dostává 15. prosince 1946.
Reforma školství v roce 1948 zrušila gymnázia a Jan Šprincl byl od srpna 1949 přidělen na střední školu ve Vítějevsi. Toto místo je spojeno s titulem “profesor“, proto se v březnu 1950 úspěšně podrobil ustanovovací profesorské zkoušce, zároveň přešel na střední školu – devítiletku – v Březové nad Svitavou. Školní inspektor ho hodnotí „…není ideově na výši, má chování bezúhonné, na vyučování se připravuje a dociluje uspokojivých výsledků…“
V září 1952 Jan Šprincl přešel do Universitní knihovny v Brně, ze které přestoupil v roce 1967 do knihovny Lékařské fakulty na plný úvazek. Od roku 1973 až do roku 1981 působil na 3/4 úvazku na katedře starověké kultury Filosofické fakulty University Jana Evangelisty Purkyně (dříve a nyní opět Masarykova universita) jako samostatný odborný pracovník - specialista, zároveň na 1/4 úvazku zůstal v knihovně Lékařské fakulty.

## Dílo

### Původní práce
- Básnické obrazy u Platona (1951),
- Kratkij spravočnik (1962),
- Vývoj českého překladu z antické literatury (1979).
- K překladu českých veršů do latiny: o prozodii přízvučně-časoměrné v latině - Jan Šprincl (1972).

### Překlady z řečtiny
- Aristofanés: Oblaky (1954 a 1996)
- Pindaros: Olympijské zpěvy (2002).

### Překlady z latiny
- Plautus: Komedie o hrnci (Plautus: Amfitryon a jiné komedie, Antická knihovna, sv. 41, Svoboda 1978, str. 27-107, na str. 604 o Šprinclově autorství překladu) - (Hra byla podkladem Molierova Lakomce)

### Překlady do latiny
- Otokar Březina: Manus in linguam Latinam vertit - Jan Šprincl (1975)
- Otokar Březina: Opera poetica - do latiny přeložil Jan Šprincl (1984).
- Karel Jaromír Erben: Fasciculus florum (Kytice, Munipress 2018, překlad Jana Šprincla objevil a připravil do tisku Tomáš Weissar)

### Zhudebněné verše
- Zdeněk Zouhar: Půlnoční vánoční mše na verše J. Šprincla pro sóla, sbor, orchestr a varhany (1957).